# Alena Ursínyová
Alena Ursínyová (rodným jménem Deylová, po prvním provdání Nečasová; 17. října 1929, Praha – 27. února 2014, Praha) byla česká volejbalistka, která reprezentovala Československo. S jeho ženskou reprezentací získala zlatou medaili na mistrovství Evropy v roce 1955. Zúčastnila se také mistrovství světa v roce 1956 (4. místo). Její reprezentační kariéra mohla být ještě bohatší, ale poznamenala jí politika – v roce 1951 byla nominována na evropský šampionát v Paříži, ale Československo se ho nakonec z politických důvodů nezúčastnilo. V roce 1952 byla z nominace na mistrovství Evropy v Moskvě vyřazena "z kádrových důvodů". Vycestovat s reprezentací do zahraničí ji bylo povoleno až v roce 1953, po mohutném lobbingu státního trenéra Metoděje Máchy. Za národní tým nastupovala v letech 1951–1957. Hrála za kluby AC Sparta (Spartak Sokolovo), Slavoj Odívání (Slavoj Praha) a Dynamo Slavia Praha. Se Slavojem získala roku 1957 svůj první titul mistryně Československa, další dva tituly přidala se Slávií (1962, 1963). Zúčastnila se květnového povstání v roce 1945 (mj. evakuovala pacienty z hořící nemocnice na Karlově náměstí a ošetřovala nemocné v improvizovaném lazaretu), za což byla po válce vyznamenána. Po válce vstoupila do KSČ, ale po únorovém puči v roce 1948 z ní byla vyloučena kvůli několika kritickým článkům, které publikovala. To jí posléze komplikovalo reprezentační kariéru. Její "kádrový profil" nevylepšil ani druhý sňatek v roce 1956, kdy se jejím manželem stal Dušan Ursíny, syn předáka Demokratického strany a místopředsedy poválečné vlády Jána Ursínyho, kterého komunisté sedm let věznili po vykonstruovaném politickém procesu.